# Гладенко Прасковія Григорівна
Парасковія Григорівна Гладенка (21 квітня 1927 — 10 листопада 1975) — передовик радянського сільського господарства, доярка колгоспу «Ленінський шлях» Білопільського району Сумської області, Герой Соціалістичної Праці (1966).

## Біографія
Народилася в 1927 в селі Вири, нині Білопільського району Сумської області в українській родині.
В 1943 році розпочала свою трудову діяльність у колгоспі «Зоря комунізму» Білопільського району. Працювала телятницею. З 1944 стала працювати дояркою в колгоспі «Ленінський шлях».
У 1961 році від кожної корови зуміла отримати за 4177 кілограмів молока. У 1965 році надої становили 4580 кілограмів молока від кожної з 22 закріплених корів.
Указом Президії Верховної Ради СРСР від 22 березня 1966 року за отримання високих показників у сільському господарстві і рекордні показники у тваринництві Парасковії Григорівні Гладенко присвоєно звання Героя Соціалістичної Праці з врученням ордена Леніна і медалі «Серп і Молот».
Продовжувала трудитися в колгоспі дояркою.
Проживала у селі Коршачина Білопільского району. Померла 10 листопада 1975 року. Похована на місцевому цвинтарі.

## Нагороди
- золота зірка «Серп і Молот» (22.03.1966)
- орден Леніна (22.03.1966)
- Медаль «За трудову доблесть» (07.03.1960)
- інші медалі.

## Пам'ять
- Ім'я Героя вигравірувано на пам'ятному знаку в місті Білопілля Сумської області.